# Vapenslag
Vapenslag är ett samlingsnamn som hänvisar till organisatoriska enheter i nationella väpnade styrkor. 

## Sverige
I Sverige menas Marinens två delar: flottan och amfibiekåren (tidigare kustartilleriet). Motsvarigheten inom armén är truppslag och inom flygvapnet flygslag. Armén, marinen och flygvapnet är försvarsgrenar i Försvarsmakten.

## Finland
I Finland är ett vapenslag det som kallas truppslag i Sverige.
- Vapenslag i Finlands armé
  - Infanteriet
  - Fältartilleriet
  - Luftvärnet
  - Pionjärerna
  - Förbindelsetjänsten
  - Underhållet